# 데이비드 그러쉬 UFO 내부 고발
2023년 6월, 전 미국 공군(USAF) 장교이자 정보 관리 출신 데이비드 그러쉬(David Grusch)는 군 내부에서 접한 기밀 정보에 근거하여 미국 연방 정부가 비밀리에 UFO (혹은 UAP) 관리 프로그램을 유지하고 있으며, "외계에서 기원한" 비행선 및 탑승자들의 시신을 보관하고 있다고 폭로했다. 폭로 한 해 전인 2022년에 그러쉬는 미국 정보공동체 감찰국에  미국 상원 정보위원회가 기밀 정보를 열람할 수 있도록 하는 정보 공개를 청구했으며, 2021년에 제기했던 유사한 청구로 인하여 상급자로부터 받은 보복에 대한 이의를 제기하는 청구를 동시에 제출했다. 2023년 6월 미국 하원 일부 의원들은 하원 감독위원회가 해당 사안에 대한 조사에 착수할 것이라고 발표했다.
그러쉬는 이탈리아 무솔리니 정부가 바티칸과 파이브 아이즈가 미국에 협조하면서 확보한 "비인간 기원" 비행선을 회수했다는 문서를 목격했으며, 내부 관계자들 사이에는 기밀을 유지하기 위해 오랜 기간 미국인들이 죽임을 당하고 있는 것에 대한 우려가 존재한다고 덧붙였다. 그러쉬의 폭로 직후 미 항공우주국(NASA) 및 미국 국방부는 외계 생명체에 대한 증거는 아직 발견되지 않았으며, 외계 비행선의 보관이나 정부가 주도하는 UFO 역공학에 대한 검증 가능한 정보 또한 존재하지 않는다는 성명을 발표했다.

## 배경
데이비드 그러쉬는 1987년에 미국 펜실베이니아주 피츠버그에서 출생했다. 아프가니스탄 전쟁 당시에는 전투 장교로 참전했으며 그 공로로 미국 공군에서 훈장을 받았다. 그리고 미국 국가지리정보국(NGA) 및 국가 정찰국(NRO)에서 근무했다. 2019년부터 2021년까지는 미확인 항공 현상 대책 본부(Unidentified Aerial Phenomena Task Force)를 대표했는데, 특히 2021년 말에서 2022년 7월 사이에는 국가지리정보국에서 UAP 분석 공동 리더이자 대책 본부의 대표를 맡으면서 '2023년 국방 수권법(National Defense Authorization Act of 2023)' 작성에 참여했다. 해당 문서에는 내부 고발자 보호 및 기밀 유지 협약에 대한 면제를 포함하는 UFO 보고에 대한 조항이 포함되어 있으며, 또한 군대가 1945년부터의 UFO 목격에 대한 정보를 검토해줄 것을 요구하고 있다. 그러쉬는 2023년 4월 7일에 국가 기관 일선에서 공식적으로 퇴역했다.
2021년 6월 UAP 대책 본부의 국가 정찰국 대표였던 그러쉬는 미국 정보 공동체 감찰관(ICIG; Intelligence Community Inspector General)에 내부 고발자 신청을 제출했다. 그는 UFO 관련 기밀 정보가 "UAP 프로그램에 대한 의회의 합법적인 감독을 고의적으로, 그리고 의도적으로 방해하기 위해 정보 공동체의 '요소'에 의해 보류 또는 은폐되었다"고 주장했다. 2022년 2월, 전 ICIG 출신의 찰스 맥컬러프(Charles McCullough)가 소속된 컴퍼스 로즈(Compass Rose) 법무법인은 그러쉬의 법률 대리를 맡기 시작했으며, 2023년 6월에는 그러쉬에 대한 "성공적인 대리"를 종결했다고 발표했다.
2022년 5월 맥컬러프는 그러쉬를 대신하여 ICIG에 "긴급 우려 사항 공개 청구 및 보복 조치에 대한 이의 제기"를 제출했다. 2022년 5월의 고소장에서 그러쉬는 정보가 불법적으로 의회에서 보류되었다고 주장하는 2021년부터의 청구에 대한 보복 조치를 당했다고 주장했다. 2022년 7월 ICIG는 해당 청구가 "신뢰할 수 있고 긴급하다"고 판단했으며, 그러쉬는 그의 이의 제기가 국가 정보 국장과 상원 정보위원회 및 하원 정보위원회에 도달했다고 말했다.
컴퍼스 로즈는 내부 고발자 신청은 '사안에 대한 일부'일 뿐이며 "정보 공동체의 '요소'가 의회에서 기밀 정보를 부적절하게 보류하거나 은폐했다"는 그러쉬의 주장에 초점을 맞췄다고 말했다. 2023년 6월, 그러쉬의 폭로 직후 발표된 성명에서 법무법인은 다음과 같은 입장을 밝혔다:
(본 법무법인이 대리한) 내부 고발자는 현재 그러쉬가 공개적으로 특정화한 것으로 추정되는 기밀 정보에 대한 구체적인 내용에 대해서는 언급하지 않았으며, 해당 정보의 내용은 언제나 컴퍼스 로즈가 법률적으로 대리하는 범위의 밖에 있었다. 컴퍼스 로즈는 해당 정보의 내용에 대해 아무런 입장도 취하지 않았으며 앞으로도 취하지 않을 것이다. ICIG는 제출된 정보 공개에 대한 응답으로써 그러쉬의 주장이 의회에서 부당하게 숨겨진 정보라고 판단했다. 컴퍼스 로즈는 해당 사안에 대한 ICIG의 주목을 합법적인 경로를 통해 이끌어냈으며, 그러쉬를 보복으로부터 성공적으로 방어했다.

## 폭로의 내용
2023년 6월 5일, 레슬리 킨(Leslie Kean) 및 뉴욕 타임스의 기자 랄프 블루멘탈(Ralph Blumenthal)이 데브리프(The Debrief)지에 그러쉬의 주장을 자세히 설명하는 기사를 발표했다. 블루멘탈은 이전에 뉴욕 타임즈에 보도한 2017년 기사에서 고등 항공 위협 식별 프로그램(Advanced Aerospace Threat Identification Program)의 존재를 폭로한 바 있다. 킨과 블루멘탈은 "그러쉬가 의회에 수백 페이지에 걸쳐 기록된 기밀 정보를 제공했으며, 여기에는 재료 회수 프로그램에 대한 특정 정보가 포함되어 있다"고 밝혔다. 또한 "재료 회수 프로그램의 관련자 중 몇몇이 감찰관실에 연락하여 그러쉬가 이의 제기를 청구하기 위해 제출한 정보의 내용을 직접 확인했다"고 보도했다.
뉴욕 타임즈, 폴리티코 및 워싱턴 포스트는 내용 검증 및 편집을 완료하기 위해서는 더 많은 시간이 필요하다는 이유로 해당 기사를 게재하지 않기로 결정했다. 킨은 전직 육군 대령이자 UFO 대책 본부에도 참여했던 칼 넬(Karl Nell) 및 가명의 제보자 '조나단 그레이(Jonathan Grey)'를 인터뷰했다. 킨에 의하면 '그레이'는 국립 항공 우주 정보 센터 (NASIC; National Air and Space Intelligence Center)의 현직 요원이라고 한다. 기사에 의하면 넬은 그러쉬를 "비난할 수 없다"고 했으며 그의 주장을 뒷받침하는 증언을 했다. 즉, 미국은 다른 국가들과 경쟁하면서 UFO의 추락 및 착륙을 식별하고 재료를 역공학하기 위해 회수하고 있다는 것이다. 또한 '그레이'는 "인간이 아닌 지적 존재는 실재한다. 우리는 혼자가 아니다. 이것은 전 세계적인 현상이지만, 아직까지 전 세계적인 해결책은 나오지 않고 있다"라고 말했다.
2023년 6월 5일, 저널리스트이자 작가인 로스 콜트하트(Ross Coulthart)와의 인터뷰가 뉴스 네이션(NewsNation)에서 방송되었다. 해당 인터뷰의 추가분은 6월 11일에 이어서 방송되었다. 미국 국방부는 인터뷰에 기밀 정보가 포함되어 있지 않다는 것을 확인하고 인터뷰의 송출을 승인했다. 국방부는 방영을 승인했다는 것이 그러쉬의 주장에 대한 동의를 의미하지는 않는다고 강조했다.
인터뷰에서 그러쉬는 미국 연방 정부가 극도로 비밀스러운 UFO 회수 프로그램을 유지하고 있으며, 비인간 기원 비행선 여러 대와 사망한 탑승자의 시신을 확보하고 있다고 주장했다. 시신의 회수에 대한 질문에 그러쉬는 "착륙하거나 추락한 선체를 회수할 때 때때로 사망한 탑승자를 마주하게 된다. 이 말이 황당하게 들릴 수도 있겠지만 이것은 사실이다."라고 답했다. 6월 9일에 콜트하트는 그러쉬를 "매우 신뢰할 수 있다"고 생각하며 그의 주장을 믿는다고 말했다. 콜트하트는 과거에 UFO에 관한 내용을 다룬 적이 있으며, 2021년에는 UFO 및 초자연적 과학에 대한 저서 《In Plain Sight》를 집필했다.
6월 11일에 방영된 인터뷰에서 그러쉬는 UFO가 다른 차원에서 온 것일 수 있으며, 1933년에 교황 비오 12세가 이탈리아에 추락한 비행선의 존재에 대하여 미국에 "비공식적으로" 알린 적이 있다고 말했다. 그러쉬는 미식 축구 경기장 규모의 거대한 비행선에 대해 군대로부터 브리핑을 받은 정보 요원들과 대화한 적이 있으며, 미국 정부가 일부 비행선을 "검증된 방위 계약자"에게 넘겨 정부에 대한 "일부 분석"을 제공받았다고 말했다. 그는 이와 같은 과정이 "전적으로 비윤리적"이라고 주장했다. 또한 UFO가 인간에 가한 "공격적이거나 악의적인 활동"의 증거가 있다고 주장했다. 그러쉬는 UFO 프로그램의 존재를 숨기기 위해 "중대 범죄"가 저질러졌다는 "실질적인 증거"가 있다고 주장했으며, 프로그램의 존재를 숨기기 위해 오랜 기간 사람들이 살해되었다고 말한 관리들에 대해서도 언급했다. 전 영역 이상 현상 조사국(AARO; All-Domain Anomaly Resolution Office)의 총괄 책임자 션 커크패트릭(Sean Kirkpatrick)에 대해서는, "커크패트릭 박사를 알고 있다. 그를 8년 동안 알았으며 약 일년 전에 그에게 몇 가지 우려를 표명하고 정보 공개에 대해 언급했지만 그는 동의하지 않았다. 그는 내 번호를 가지고 있으며 나에게 전화할 수도 있었다. 나는 그가 결국에는 옳은 일을 하기를 바란다. 그가 조사를 시작하기를 바라며 그렇게 하지 않는다면 완전히 미친 일이다."라고 말했다.
그러쉬는 그가 보고 받은 가장 오래된 UFO 사건은 1933년 이탈리아 마젠타에서 발생한 사건으로, 베니토 무솔리니 정부가 보관하고 있다가 미국 전략사무국(OSS)이 1944년에서 1945년 사이에 수거했다고 말했다. 그는 또한 미국의 비밀 프로그램이 "외계 기원"의 재료를 사용하여 비행선의 작동 원리를 이해하기 위해 노력하고 있다고 주장했다.
그러쉬는 6월 7일 프랑스 르 파리지앵(Le Parisien)과의 인터뷰에서 이탈리아 사건에 개입한 국가들에 대한 질문에 파이브 아이즈(미국, 영국, 캐나다, 호주, 뉴질랜드)라고 답변했다.

## 미국 국방부 및 NASA의 반응
백악관 대변인 카린 장피에르는 그러쉬의 청구 사항에 대한 문의를 미국 국방부에 회부했다. 국방부는 성명을 통해 "현재까지 AARO는 과거 또는 현재에 어떤 비밀 프로그램도 존재했거나 존재했다는 주장을 뒷받침할 수 있는 검증 가능한 정보를 발견하지 못했다. AARO는 데이터 및 향후의 조사가 어디로 향할지 지켜보고 있다."라고 말했다.
미국 항공우주국(NASA)은 "NASA의 주요 우선 순위 중 하나는 우주 어디에선가 생명체를 찾는 것이지만, 지금까지 NASA는 외계 생명체에 대한 믿을 만한 증거를 찾지 못했으며 UAP가 외계인이라는 증거도 가지고 있지 않다. 그러나 NASA는 태양계와 그 너머를 탐사하여 우리가 우주에 혼자 있는지 여부와 같은 근본적인 질문에 답할 수 있도록 노력하고 있다."라고 답했다.